# 284P/McNaught
La comète McNaught, officiellement 284P/McNaught, est une comète périodique du système solaire, découverte le 17 avril 2007 par Robert H. McNaught.